# Thema Televisión
Thema Televisión es un canal de televisión abierta chileno de índole local, que tiene cobertura para las ciudades de La Serena, Coquimbo, Andacollo y Ovalle, aunque en sus primeros años también tenía cobertura en la ciudad de Illapel.

## Historia
El canal fue creado por Juan Carlos Thenoux Ciudad con el apoyo de VTR tras el cierre de los canales 8 UCV y Telenorte.
El canal regional inició sus trasmisiones el 25 de enero de 1999 por el canal de servicios de VTR Cablexpress de La Serena, y uno de sus primeros programas fue Esperando el tren con el escritor Luis Aguilera, un programa de conversación que se emitía desde la ex-Estación de Ferrocarriles de La Serena. Otros programas memorables son Nuestro Thema (conducido por Sergio Aguilera y emitido en 2001) y Thema Noticioso, el informativo de la señal, el cual era conducido por Gustavo Godoy y Rodrigo Gutiérrez. 
La mayoría de su programación se hizo también en conjunto con otros medios como: Radio Amor (97.7 FM, ahora Digital FM) y Canal 9 UCV Televisión.
El noticiero sufrió varias modificaciones, siendo luego suprimido en 2003, para quedar inserto en el programa Agenda diaria, el cual era un programa de conversación y análisis, que se emitía de lunes a viernes, de 22:30 a 00:00 horas. Fue conducido por Ignacio Pinto y Rodrigo Gutiérrez.
Thema funcionó como productora de noticias para Canal 13, despachando informaciones para la señal católica, en la actualidad el periodista Carlos Ruiz es quien encabeza la corresponsalía para Canal 13.

## TV Digital
En 2013, la señal de CuartaVisión en la cableoperadora VTR pasó a ser denominado Vive TV Chile, mientras que la señal abierta en Ovalle y la señal en TDT en La Serena y Coquimbo pasaron a denominarse nuevamente Thema Televisión, marcando el fin de las relaciones entre Juan Carlos Thenoux y VTR.
El 26 de noviembre de 2018 el Consejo Nacional de Televisión de Chile otorgó a Sociedad Comercial TV y Medios SpA (propietaria de Thema Televisión) una concesión de televisión digital para las ciudades de La Serena y Coquimbo en el canal 45.
Con la puesta en marcha de la Televisión Digital, Thema Televisión ha aportado un amplio contenido de espacios de producción propia como los programas "Hablemos de Ciudad” y “For Sale”, por nombrar algunos. Además de los espacios como "Doctor en Casa", el espacio musical "TCNX" de TVR de Santiago.

## Actualidad
En los últimos años, se realiza un convenio de colaboración e intercambio de contenidos; con el canal de cable Vive Elqui de VTR.
Gracias a este convenio, la programación crece con programas e informativos de Vive Elqui, a los que se suman programas de producción regional, los contenidos de CNTV Infantil y los de Arcatel como su informativo Portavoz Noticias y las telenovelas extranjeras.
En 2025, el canal experimenta un cambio radical. Además de los contenidos previamente mencionados y el convenio con Vive Elqui, se establece una alianza estratégica con la productora RD3 y su proyecto "El Canal Feliz", ofreciendo una programación dirigida especialmente a los adultos mayores. A su vez, producen el espacio ‘Sabores y Aromas de Elqui‘, proyecto ganador del Fondo de Medios 2024. Está dedicado a mostrar productos de emprendedores regionales del área gastronómica. 
Thema Televisión no solo transmite a través de la TV Digital. Tras su salida de VTR en 2013, se difunde a través del sistema de TV Cable de la operadora Claro, suma también la señal IPTV del operador GTD para La Serena y Coquimbo. Y a través del 45.2, se transmite la segunda señal Carnaval TV.